# ATP Challenger Cassis
Das ATP Challenger Cassis (offizieller Name Cassis Open Provence) ist ein Tennisturnier, das ab 2018 in der französischen Gemeinde Cassis stattfindet. Es ist Teil der ATP Challenger Tour und wird im Freien auf Hartplatz ausgetragen.

## Liste der Sieger

### Einzel
| Jahr | Sieger             | Finalgegner     | Ergebnis             |
| ---- | ------------------ | --------------- | -------------------- |
| 2025 |                    |                 | Austragung ab 1.9.25 |
| 2024 | Richard Gasquet    | Jurij Rodionov  | 3:6, 6:1, 6:2        |
| 2023 | Mattia Bellucci    | Tomáš Macháč    | 6:3, 6:4             |
| 2022 | Hugo Grenier       | James Duckworth | 7:5, 6:4             |
| 2021 | Benjamin Bonzi     | Lucas Pouille   | 7:64, 6:4            |
| 2020 | abgesagt           | abgesagt        | abgesagt             |
| 2019 | Jo-Wilfried Tsonga | Dudi Sela       | 6:1, 6:0             |
| 2018 | Enzo Couacaud      | Ugo Humbert     | 6:2, 6:3             |

### Doppel
| Jahr | Sieger                               | Finalgegner                                 | Ergebnis             |
| ---- | ------------------------------------ | ------------------------------------------- | -------------------- |
| 2025 |                                      |                                             | Austragung ab 1.9.25 |
| 2024 | Jaime Faria Henrique Rocha           | Manuel Guinard Matteo Martineau             | 7:65, 6:4            |
| 2023 | Dan Added Jonathan Eysseric          | Liam Broady Antoine Hoang                   | 6:0, 4:6, [11:9]     |
| 2022 | Michaël Geerts Joran Vliegen         | Romain Arneodo Albano Olivetti              | 6:4, 7:66            |
| 2021 | N. Sriram Balaji Ramkumar Ramanathan | Hans Hach Verdugo Miguel Ángel Reyes Varela | 6:4, 3:6, [10:6]     |
| 2020 | abgesagt                             | abgesagt                                    | abgesagt             |
| 2019 | André Göransson Sem Verbeek          | Sander Arends David Pel                     | 7:66, 4:6, [11:9]    |
| 2018 | Matt Reid Serhij Stachowskyj         | Marc-Andrea Hüsler Gonçalo Oliveira         | 6:2, 6:3             |